# Marbella FC
Marbella FC – hiszpański klub piłkarski z siedzibą w Marbelli (Andaluzja).

## Historia

### UD Marbella (1997–2013)
Unión Deportiva Marbella powstał w 1997 roku, bezpośrednio po rozwiązaniu klubu Atlético Marbella, założonego 38 lat wcześniej i należącego do Jesúsa Gila, znanego również jako prezes Atlético Madryt. W sezonie 2000/2001 drużyna wygrała swoją grupę Tercera División, lecz w barażach o awans uległa Realowi Betis B. Po raz pierwszy w historii klubu zakwalifikowała się do rozgrywek Pucharu Króla, gdzie odpadła w rundzie wstępnej, przegrywając 0:1 z CD Díter Zafra. W 2003 roku klub uzyskał awans do Segunda División B.
We wrześniu 2007 roku Marbella została przejęta przez przedsiębiorców Iana Radforda i Wayne’a Elliotta z międzynarodowej firmy HI Group. W 2009 roku drużyna po raz pierwszy rywalizowała w barażach o awans do Segunda División, przegrywając dwumecz z Lorca Deportiva 1:2. W tym samym sezonie pucharowym dotarła do 1/16 finału, gdzie uległa Atlético Madryt 0:8 w dwumeczu. W rozgrywkach ligowych zespół spadł do niższej ligi po siedmiu latach gry w trzeciej klasie rozgrywkowej.

### Marbella FC (2013–obecnie)
28 czerwca 2013 roku klub zmienił nazwę na Marbella Fútbol Club za zgodą rosyjskich właścicieli pod przewodnictwem Aleksandra Grinberga. Zmiana miała na celu przyciągnięcie szerszego grona kibiców, w tym zagranicznych. Pod koniec sezonu zespół powrócił do trzeciej ligi po czteroletnim pobycie w Tercera División, pokonując Eldense w barażach po dogrywce 3:2 w dwumeczu. W 2018 roku Marbella zajęła drugie miejsce w sezonie zasadniczym Segunda División B i awansowała do baraży, gdzie w pierwszej rundzie przegrała po rzutach karnych z Celtą Vigo B.
W listopadzie 2018 roku klub został przejęty przez chińskiego inwestora Zhao Zhena. W sezonie 2019/2020 Marbella ponownie zajęła drugie miejsce w lidze i awansowała do baraży, które z powodu pandemii COVID-19 odbyły się w formie turnieju lokalnego. Zespół przegrał w pierwszej rundzie 0:2 z Peñą Deportiva. Reforma struktury ligowej w sezonie 2020/2021 spowodowała spadek klubu do piątego poziomu rozgrywkowego, Tercera Federación.
Po dwóch latach w piątej lidze Marbella w kwietniu 2023 roku awansowała, zdobywając mistrzostwo swojej grupy. Sezon 2023/2024 zakończył się kolejnym sukcesem – Marbella awansowała do Primera Federación. W barażach pokonała rezerwy Getafe oraz UD Logroñés.

## Stadion
Marbella rozgrywa swoje mecze na Estadio Municipal Antonio Lorenzo Cuevas.

## Kluby partnerskie
Marbella Fútbol Club współpracuje z klubem Hyderabad FC (Indie) – partnerstwo nawiązane w 2020 roku.